# Crónica de Leodegundo
La Crónica de Leodegundo es un relato histórico del autor Gaspar Meana, que trata acerca de la monarquía asturiana y de la historia de Europa, el Magreb y Oriente próximo. La historia está escrita en formato de cómic y abarca alrededor de 180 (249) años de historia concentrada en los siglos VIII y IX. 
El conjunto de la obra consta de 25 cómics escritos en asturiano, de 48 páginas cada uno y está editado en Gijón por Llibros del Pexe. 

## Volúmenes
La colección está dividida en veinticinco libros que se dividen en cuatro bloques, que son:

### El cantar de Liuva
- I.- La Mesa de Salomón [711-715 d. C.] (1991)
- II.- El señor de los Xenios [715-718 d. C.] (1992)
- III.- El Monte Sagrau [718-724 d. C.] (1992)
- IV.- La Diosa Vengatible [724-743 d. C.](1993)
- V.- Malike de la Ciudá ensin Terminar [743-758 d. C.] (1993)
- VI.- El Rei que Nunca Nun Hubo [758-772 d. C.] (1993)

### El cantar de Teudán
- VII.- La Sombra l'herexe [772-784 d. C.] (1994)
- VIII.- L'Anxelde la Quinta Trompeta [784-796 d. C.] (1994)
- IX.- La Nuesa Señora d'Aquisgrán [796-798 d. C.] (1995)
- X.- Tres del Elefante [798-800 d. C.] (1995)
- XI.- Embaxo'l Iwan Curso [800-803 d. C.] (1996)
- XII.- Jacob en Betel [803-806 d. C.] (1996)
- XIII.- Carmen de Luna [806-807 d. C.] (1996)
- XIV.- El llugar de la Paz [807-814 d. C.] (1997)

### El cantar de Piniol
- XV.- Nel País de los Mairús [814-817 d. C.] (1997)
- XVI.- Revolución [817-818 d. C.] (2000)
- XVII.- Fíos de Troya [818-833 d. C.] (2000)
- XVIII.- Empreador y penitente [833-834 d. C.] (2001)
- XIX.- Mahamud y el fíu de la perdición [834-841 d. C.] (2001)
- XX.- La bestia y el corderu [841-844 d. C.] (2002)
- XXI.- Harmaxedón [844 d. C.] (2003)
- XXII.- Casa de gloria y dominación [844-845 d. C.] (2004)
- XXIII.- Metratón N´arabot [845-846 d. C.] (2005)
- XXIV.- Xuiciu final [846-850 d. C.] (2005)

### Epílogu
- XXV.- La última pallabra [850-960 d. C.] (2006)

## Premios y nominaciones
- 1994. Premio Haxtur a la Mejor Historia Larga en el Salón Internacional del Cómic del Principado de Asturias Gijón
- 2015. Premio Haxtur a la Mejor Historia Larga en el Salón Internacional del Cómic del Principado de Asturias Gijón, por la recopilación en español realizada por la Universidad de las Islas Baleares de El Cantar de Teudan , Tomos I y II

## Enlaces interesantes
- Datos: Q5399523